# Selma Meyer (Medizinerin)
Selma Meyer (* 9. Juni 1881 in Essen; † 11. November 1958 in Kew Gardens, Queens, New York City) war eine deutsche Kinderärztin und Deutschlands erste Professorin für Kinderheilkunde.

## Leben

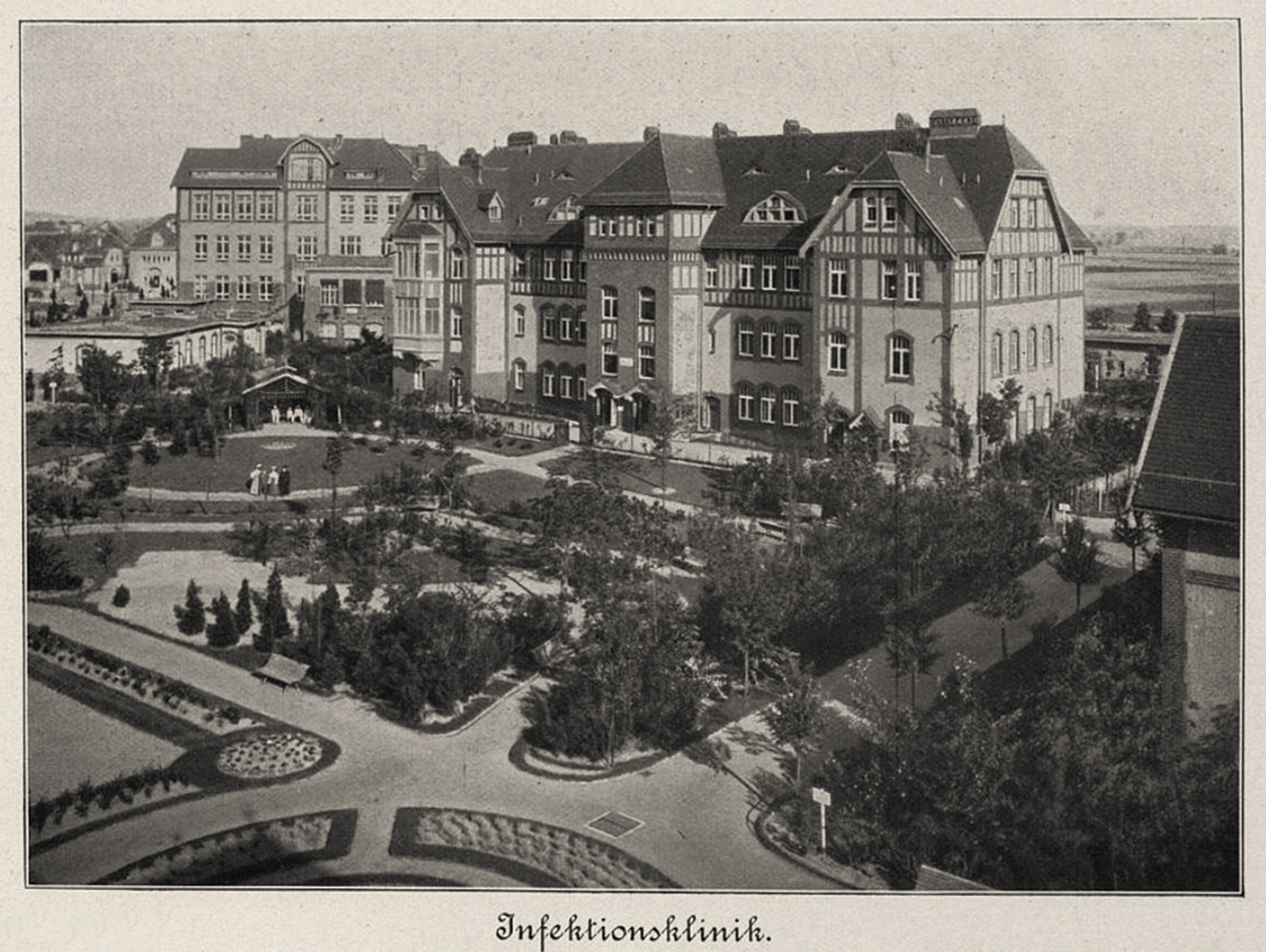
Infektionsklinik auf dem Gelände der Städtische Krankenanstalten Düsseldorf (1908)

Selma Meyer besuchte als Tochter des jüdischen Kaufmanns Gustav Meyer und der Lina Stern eine höhere Mädchenschule. Sie sollte Musiklehrerin werden und machte 1908 ihr Musiklehrer-Examen am Sternschen Konservatorium in Berlin.
1908 wurden in Preußen nach einem Erlass des Preußischen Kulturministers erstmals Frauen zum Studium der Medizin zugelassen. Die damals 27-jährige Meyer holte ihr Abitur nach und studierte ab 1910 Medizin in Berlin. Das Studium schloss sie mit der Note „sehr gut“ ab. Nach dem Staatsexamen wurde sie 1916 sie unter Karl Bonhoeffer mit einer Arbeit Über die Prognose der Geburtslähmung des Plexus brachialis, die sie an der Poliklinik für Nervenkrankheiten in Berlin schrieb, promoviert.  Nach dem bereits vor ihrer Promotion begonnenen praktischen Jahr bei Adalbert Czerny an der von ihm geleiteten Kinderklinik der Charité Berlin ging Meyer 1917 an die Düsseldorfer Kinderklinik zu Arthur Schloßmann, wo sie 1921 zur Oberärztin der Infektionsklinik wurde.
1922 wurde Selma Meyer als erste Frau im Fach Pädiatrie (Kinderheilkunde) und als zweite Frau an einer deutschen medizinischen Fakultät habilitiert. 1927 wurde sie an der Medizinischen Akademie Düsseldorf als erste Frau in Deutschland zur außerplanmäßigen Professorin für Kinderheilkunde. Sie befasste sich wissenschaftlich mit der Infektiologie und Immunologie im Kindesalter, der Morphologie des Blutes bei Mensch und Tier und mit sozialer Pädiatrie.
Neben der Tätigkeit in der Klinik leitete sie das Auguste-Victoria-Haus für Säuglinge und Kleinkinder und war Dozentin an der Westdeutschen Sozialhygienischen Akademie Düsseldorf (Leitung: Ludwig Teleky), der Niederrheinischen Frauenakademie und zwei Schwesternschulen Düsseldorfs. Internationale Anerkennung erreichte Meyer mit zahlreichen Veröffentlichungen und Vorträgen, insbesondere zum Thema Scharlach. Schlossmann bescheinigte ihr ein „hervorragendes Lehrtalent“, sie sei „eine treffliche, allgemein anerkannte Rednerin“ und verstehe es, die unter ihr arbeitenden Ärzte zu wissenschaftlicher Tätigkeit anzuleiten. 1929 eröffnete Meyer in Düsseldorf eine eigene Praxis für Kinderkrankheiten und Radiologie auf der Jägerhofstraße 3, wofür sie ihre Dozenten-Tätigkeit an der Akademie nicht unterbrach.
Nach der Machtergreifung der Nationalsozialisten musste die jüdische Ärztin im September 1933 ihre Lehrtätigkeit an der Akademie beenden, sie verlor 1938 ihre Approbation und durfte als sogenannte Krankenbehandlerin nur noch jüdische Patienten behandeln. Ihr Vermögen wurde konfisziert und sie musste umziehen. Von 1934 bis 1938 arbeitete sie als Schulärztin der Jüdischen Gemeinde Düsseldorfs. 1939 emigrierte Selma Meyer mit einem der letzten Transporte nach England. 1940 übersiedelte sie praktisch mittellos in die USA und kehrte nie wieder nach Deutschland zurück.
Im Alter von 58 Jahren legte Meyer das amerikanische Staatsexamen ab und konnte in New York eine Kinderarztpraxis eröffnen, in der sie bis zu ihrem Tod praktizierte. Sie war Mitglied der Rudolf Virchow Society in New York. Erst kurz vor ihrem Tode 1958 erhielt sie eine Wiedergutmachungszahlung aus Deutschland.
Selma Meyer blieb unverheiratet und hatte keine Kinder. Ihr Bruder Arthur (1883–1949) war Chirurg in Köln und New York.

## Bedeutung und Ehrungen
Selma Meyers Bedeutung liegt weniger in ihrem wissenschaftlichen Werk mit 45 Publikationen mit dem Schwerpunkt Infektionskrankheiten, insbesondere Scharlach, sondern vielmehr in ihrer Rolle als Vorreiterin bei der Emanzipation der Frau. Meyer war 1928 deutsche Delegierte auf dem Internationalen Ärztinnenkongress in Bologna. Sie konnte sich sowohl in berufsständischen Gremien, zum Beispiel dem Vorstand der Rheinischen Ärztekammer als auch in der medizinischen Fakultät Düsseldorf durchsetzen. Für ihre Tätigkeiten als Wissenschaftlerin und Dozentin verzichtete sie bewusst auf Ehe und Familie. Bewunderung verdient, dass es ihr gelang, nach der Auswanderung eine neue Existenz aufzubauen.
Die Deutsche Gesellschaft für Kinder- und Jugendmedizin (DGKJ) vergibt seit 2008 einen nach Selma Meyer benannten Dissertationspreis. Er würdigt „die besondere Lebensleistung und das Schicksal Selma Meyers“ als erster deutschen Professorin für Kinderheilkunde.
Die Heinrich-Heine-Universität Düsseldorf führt das Selma-Meyer-Mentoring-Programm zur Förderung des weiblichen wissenschaftlichen Nachwuchses. „Ihr Vorbild steht für die Erreichung von Zielen mit fachlich hohem Anspruch und für die Geradlinigkeit, mit der sie in einer vollkommen männerdominierten Welt ihren Weg beschritt.“ 2021 benannte die Universität einen Hörsaal der Medizinischen Fakultät nach Selma Meyer; im Juni 2022 wurde auf dem Universitätscampus eine Straße nach ihr benannt.

## Veröffentlichungen (Auswahl)
- Über die Prognose der Geburtslähmungen des Plexus brachialis. Karger, Berlin 1917.
- Kritische Wertung des Friedmann-Mittels. Ulrici, Helmuth. - Leipzig : Joh. Ambr. Barth, 1921.
- Bewertung des kindlichen Lebens im Denken und Fühlen der Völker. In: Zeitschrift für Säuglings-Kleinkinderschutz. Band 12, 1922, S. 421–431.
- mit A. Schloßmann: Scharlach. In: Meinhard von Pfaundler, Arthur Schloßmann (Hrsg.): Handbuch der Kinderheilkunde, II. Leipzig 1923, S. 81–184.
- Blutmorphologie einiger Haus- und Laboratoriumstiere. In: Folia haematologica. 30/40, 1924, S. 195–229.
- Kinder und Jugendlichenschutz in Deutschland. In: Monatsschrift für Deutsche Ärztinnen. Band 4, 1928 S. 166–169.
- Über Blutveränderungen bei gewerblichen Schädigungen. In: Archiv für Gewebepathologie und Gewerbehygiene. Band 2, 1931, S. 526–557.